# Sodražica
Sodražica est une commune située dans la région historique de la Basse-Carniole au sud de la Slovénie.

## Géographie
La commune est localisée au sud de la Slovénie dans la partie nord des Alpes dinariques non loin de la frontière séparant le pays de la Croatie.

### Villages
Les villages qui composent la commune sont Betonovo, Globel, Janeži, Jelovec, Kotel, Kračali, Kržeti, Lipovšica, Male Vinice, Nova Štifta, Novi Pot, Petrinci, Podklanec, Preska, Ravni Dol, Sinovica, Sodražica, Travna Gora, Vinice, Zamostec, Zapotok et Žimarice.

## Démographie
Entre 1999 et 2021, la population de la commune est assez restée stable, légèrement supérieure à 2 000 habitants,.
Évolution démographique
| 1999  | 2000  | 2001  | 2002  | 2003  | 2004  | 2005  | 2006  | 2007  |
| ----- | ----- | ----- | ----- | ----- | ----- | ----- | ----- | ----- |
| 2 140 | 2 153 | 2 152 | 2 158 | 2 162 | 2 160 | 2 161 | 2 186 | 2 185 |
| 2008  | 2009  | 2010  | 2011  | 2012  | 2013  | 2014  | 2015  | 2016  |
| 2 220 | 2 148 | 2 168 | 2 154 | 2 167 | 2 187 | 2 181 | 2 190 | 2 186 |
| 2017  | 2018  | 2019  | 2020  | 2021  |       |       |       |       |
| 2 184 | 2 171 | 2 177 | 2 185 | 2 249 |       |       |       |       |